# Эллис, Брет Истон
Брет И́стон Э́ллис (англ. Bret Easton Ellis; род. 7 марта 1964, Лос-Анджелес, Калифорния, США) — современный американский писатель и сценарист, продюсер, подкастер, наиболее известен романом «Американский психопат».

## Биография
Брет Истон Эллис родился 7 марта 1964 года в Лос-Анджелесе, Калифорния, США. Его родители — отец Роберт Мартин Эллис, застройщик, и мать Дэйл Эллис, домохозяйка, — разводятся в 1982 году вскоре после того, как их сын отправляется в колледж. До восемнадцати лет он часто подвергается насилию со стороны отца, имевшего серьёзные проблемы с алкоголем. Роберт Эллис умрёт в 1992 году, так и не примирившись с сыном. Их непростые отношения найдут отражение в творчестве Брета Истона Эллиса — в частности, при создании образа своего самого знаменитого героя Патрика Бэйтмана писатель будет отталкиваться от фигуры собственного отца (впрочем, в более позднем интервью Эллис назовёт это объяснение ложью со своей стороны, вызванной нежеланием признать, что в большей степени он писал Бэйтмена с самого себя). Не менее противоречивые ответы Эллис в разное время будет давать и по другим вопросам своей биографии — в частности, о своей личной жизни: сообщая в одном из интервью о значительной роли в своей жизни Майкла Каплана, друга и любовника на протяжении шести лет, чья смерть послужила катализатором для завершения романа «Лунный парк», в другом он заявит, что Майк умер бы ещё раз, если бы услышал о себе и Брете слово «любовник», хотя и призна́ет усиливающуюся с годами «неопределённую сексуальность» и опыт «игры по обе стороны сетки» (англ. both sides of the fence). В 2012 писатель всё же подтвердил свою гомосексуальность.
Брет Истон Эллис изучает музыку в Беннингтонском колледже в Новой Англии, где в 1986 году он получает степень бакалавра. Одним из его преподавателей был писатель и журналист Джо Макгиннис. Позднее это учебное заведение послужит писателю прототипом для вымышленного Кэмден-колледжа, в котором будут разворачиваться события его книги «Законы привлекательности». Свой первый роман «Меньше, чем ноль» (1985) Эллис пишет в качестве курсовой работы по семинару писательского мастерства и публикует ещё будучи студентом. Книга о полной секса и насилия жизни золотой молодёжи Лос-Анджелеса имеет хорошие отзывы в прессе и пользуется читательским успехом — в первый год она расходится тиражом 50 тысяч экземпляров. В 1987 году Эллис переезжает в Нью-Йорк, где выпускает свой второй роман «Законы привлекательности».
Наибольшую, в том числе скандальную, известность получает опубликованный в 1991 году роман Брета Истона Эллиса «Американский психопат». Ещё до своего выхода книга вызывает резкие протесты со стороны некоторых общественных организаций, обвинивших автора в пропаганде насилия и женоненавистничестве. С другой стороны, в поддержку Эллиса выступают видные фигуры американской литературы, например, Норман Мейлер. Общественное недовольство приводит к смене издателя, тем не менее, «Американский психопат», пусть и с определённой задержкой, выходит в свет. Роман о преуспевающем яппи с Уолл-стрит Патрике Бэйтмане, совершающим (возможно, лишь в своих фантазиях) кровавые убийства, становится событием книжного рынка США.
При экранизации «Информаторов» (2008, режиссёр Грегор Джордан) Брет Истон Эллис впервые выступает в качестве автора сценария и продюсера. В 2010 году писатель выпускает книгу Imperial Bedrooms — сиквел к своему дебютному роману «Меньше, чем ноль».
В 2012 году Эллис написал сценарий для независимой картины «Каньоны». Фильм Пола Шредера с Линдси Лохан и Джеймсом Дином вышел в 2013 году, получил в основном негативные отзывы критиков и собрал мало денег в прокате.

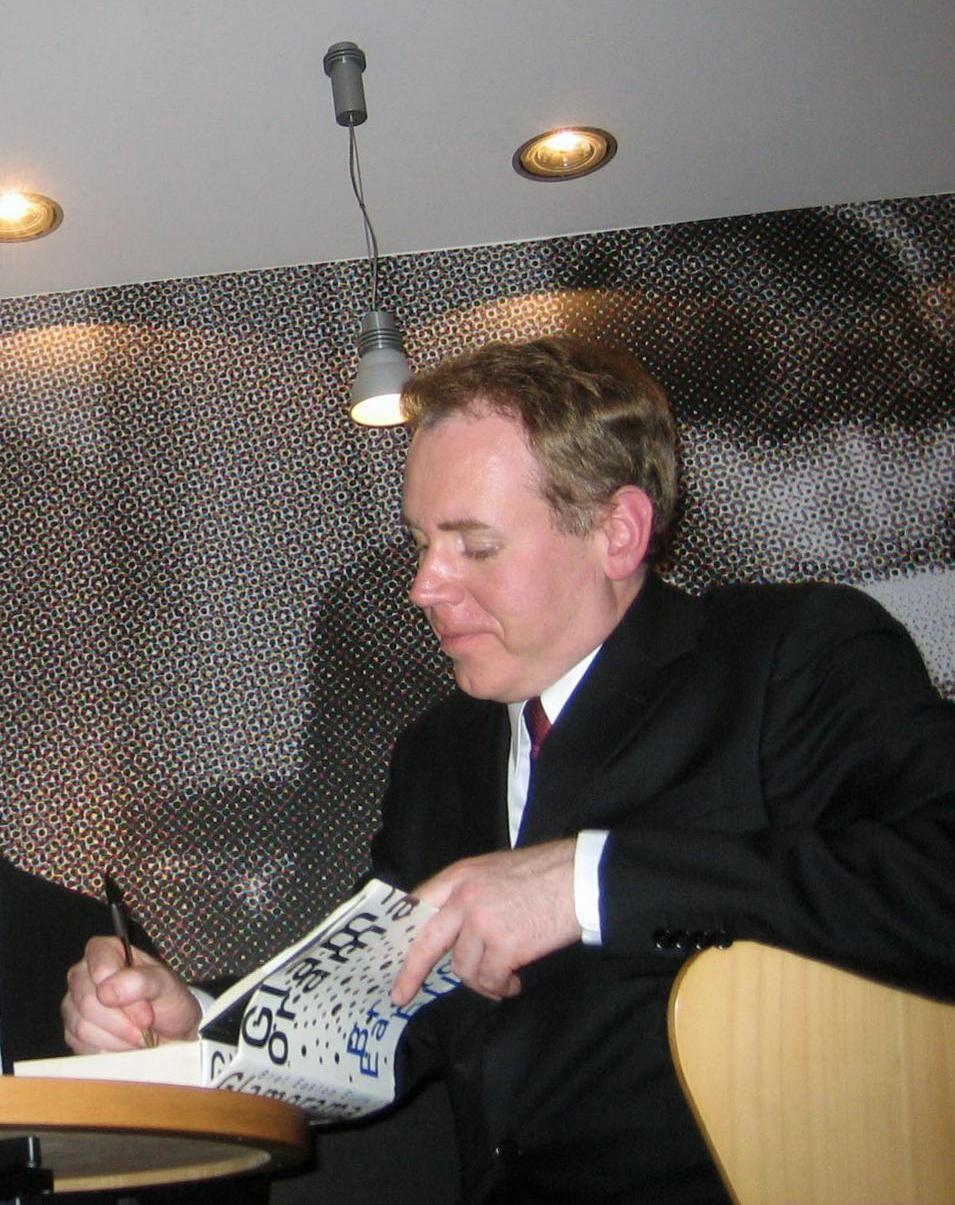
Брет Истон Эллис на встрече с читателями. Милан, октябрь 2005 года

## Фильмография
Экранизации
- 1987 — Меньше чем ноль / Less Than Zero
- 2000 — Американский психопат / American Psycho
- 2002 — Правила секса / The Rules of Attraction
- 2004 — Избранные / Glitterati
- 2008 — Информаторы / The Informers (первая работа в качестве продюсера и автора сценария)
- TBA — Лунный парк / Lunar Park (подготовка к съёмкам)

Исполнительный продюсер
- 2008 — Информаторы / The Informers (первая работа в качестве продюсера и автора сценария)
- 2016 — Удаленные (мини-сериал) / The Deleted
- TBA — Лунный парк / Lunar Park (подготовка к съёмкам)

Режиссёр
- 2010 — Всё, что блестит (видео) / All That Glitters
- 2016 — Удаленные (мини-сериал) / The Deleted

Сценарист
- 2013 — Каньоны / The Canyons
- 2014 — Проклятие Даунерс-Гроув / The Curse of Downers Grove
- 2016 — Удалённые (мини-сериал) / The Deleted
- 2020 — Улыбающиеся убийцы / Smiley Face Killers